# Markus (chanteur)
Markus Mörl, né le 27 août 1959 à Bad Camberg, est un chanteur de pop allemand, devenu lors de la Neue Deutsche Welle sous le nom de Markus. Depuis 2006, il publie sous le nom de Markus M.

## Carrière
En 1982, il publie l'album Kugelblitze und Raketen dont le second single Ich will Spaß devient numéro 1 des ventes. Les singles suivants, Schön sind wir sowieso, Kling, Klang Schicksalsmelodie und Kleine Taschenlampe brenn’,  sont aussi des succès. Ce dernier titre est un duo avec Nena, la bande originale du film musical, Gib Gas – Ich will Spaß (de) dans lequel ils tiennent les rôles principaux ; mais en fait, c'est Andrea-Maria Schneider qui double Nena dans les enregistrements.
En 1985, il fonde le groupe T.X.T. (de) dont le titre Girl's Got a Brand New Toy est un succès en Italie et en Angleterre.
En 1987, il reprend sa carrière solo avec le titre Irgendwann, irgendwo puis 1000 Kerzen werden brennen en 1991, sans avoir le succès d'avant.
En 2004, il tente un come-back dans une émission spéciale de ProSieben. Il sort quelques singles puis se met à interpréter des chansons de schlager.

## Discographie

### Alben
- 1982: Kugelblitze und Raketen
- 1983: Es könnt romantisch sein
- 1992: Markus (Die Macht der kleinen Hände)
- 1997: Definitive Collection
- 2000: Kopfüber
- 2008: Alles kommt wie es kommt
- 2011: Heiter und wolkig

### Singles
- 1982: Ich will Spaß
- 1982: Schön sind wir sowieso
- 1982: Kling, Klang Schicksalsmelodie
- 1982: Kleine Taschenlampe brenn'|Kleine Taschenlampe brenn
- 1983: Ab und los
- 1983: Ich möchte lieber ein Roboter sein
- 1987: Irgendwann, irgendwo
- 1989: Du hast mein Herz verbrannt
- 1992: 1000 Kerzen werden brennen
- 1992: So wie ein Stern
- 1992: Der kleine Bär
- 1992: Grüß mir die Ewigkeit
- 1995: Ich will Spaß ’95
- 1996: Kleine Taschenlampe brenn ’96
- 2000: Unsterblich
- 2008: Wir wollten niemals auseinander gehen
- 2008: Alles kommt wie es kommt